# Deutschsoziale Partei
Die Deutschsoziale Partei (DSP, auch: Deutschsoziale Antisemitische Partei) war eine antisemitische Partei im deutschen Kaiserreich.
Sie ging 1889 auf dem Bochumer Kongress unter der Regie von Max Liebermann von Sonnenberg und Theodor Fritsch aus der 1886 in Kassel gegründeten Deutschen Antisemitischen Vereinigung hervor. Sie fusionierte 1894 mit der ähnlich ausgerichteten Deutschen Reformpartei zur Deutschsozialen Reformpartei, wurde 1900 aber wieder selbstständig. 1914 ging sie in der Deutschvölkischen Partei auf.

## 1889–1894

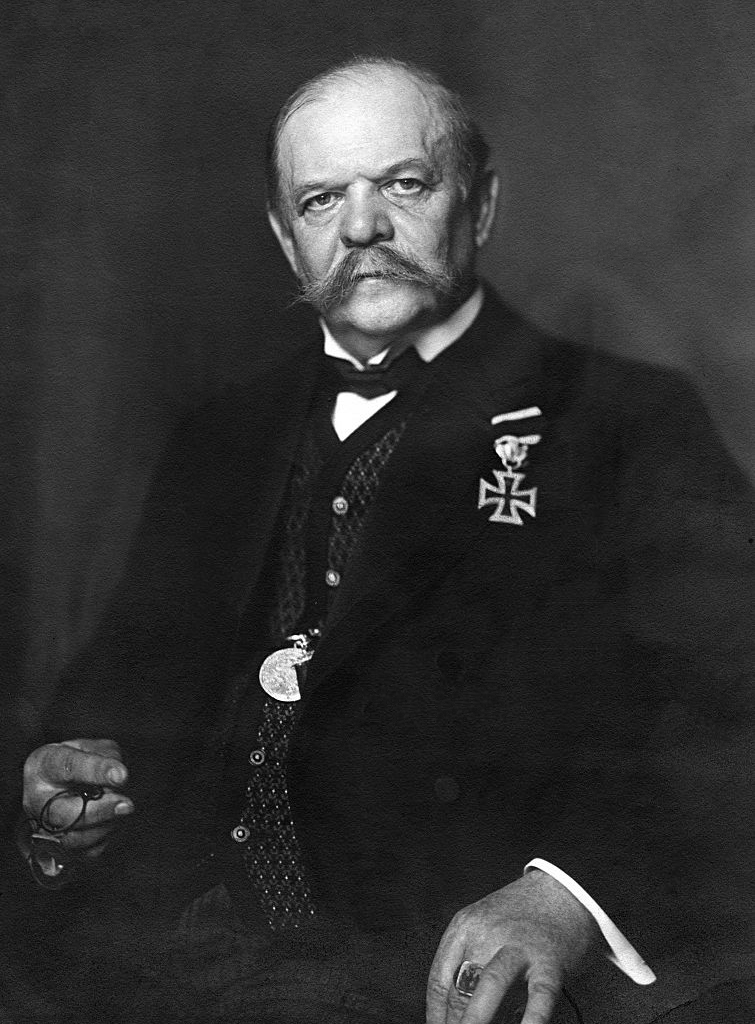
Max Liebermann von Sonnenberg

Die Partei vertrat einen rassistischen Antisemitismus und forderte die Aufhebung oder zumindest starke Einschränkung der Judenemanzipation in Deutschland. Außerdem trat sie für Sozialreformen zugunsten von Landwirtschaft und Mittelstand auf sozialkonservativ-monarchischer Grundlage ein. 1890 zog der Vorsitzende der DSP, Max Liebermann von Sonnenberg, für den Wahlkreis Fritzlar–Homberg–Ziegenhain (Hessen-Nassau) in den Reichstag ein.
Auf dem Höhepunkt ihrer Bedeutung erhielten die Antisemitenparteien 1893 3,4 % der Stimmen und 16 Sitze im Reichstag.
Bei der Reichstagswahl von 1893 gewann die DSP vier Mandate (Liebermann von Sonnenberg, Paul Förster, Adolf König, Hans Leuss) und bildete mit den 11 Abgeordneten der Deutschen Reformpartei eine Fraktion. Als Parteizeitung diente die Hannoversche Post. 1894 schlossen sich die beiden Parteien auch offiziell zur Deutschsozialen Reformpartei (DSRP) zusammen, allerdings ohne ihre Programme und ihre organisatorischen Strukturen zu vereinheitlichen.

## 1900–1914
Die Zeit nach der Jahrhundertwende war insgesamt geprägt vom Verfall des parlamentarischen Antisemitismus, von Querelen und Streitigkeiten. „Die nicht-antisemitischen Parteien haben die Antisemiten geschlagen und verdrängt und die Wähler zurückgewonnen“, notierte Thomas Nipperdey. „Diese Tatsache soll man nicht, wie gewöhnlich, verdrängen oder herunterspielen. Der Antisemitismus war parlamentarisch geworden, darum ist seine Niederlage auf diesem Felde wichtig genug, eine wirkliche Niederlage.“
Auf dem Magdeburger Parteitag im Oktober 1900 spaltete sich die DSRP, nachdem Liebermann von Sonnenberg seinen Führungsanspruch in der Partei nicht hatte durchsetzen können. Die nun erneut eigenständige DSP lehnte sich eng an die Deutschkonservative Partei, den Bund der Landwirte und den Deutschnationalen Handlungsgehilfen-Verband an. Mit den beiden letztgenannten Organisationen bestanden auch enge personelle Verflechtungen, insb. durch Ludwig zu Reventlow und Wilhelm Schack. Bei der Reichstagswahl von 1903 gewann die DSP zwei Mandate und bildete im Reichstag gemeinsam mit den Abgeordneten des Bundes der Landwirte, der Christlichsozialen Partei und des Bayerischen Bauernbundes die „Wirtschaftliche Vereinigung“, um sich den Fraktionsstatus zu sichern. 
Agrarprotektionismus und Forderungen nach einer aggressiven imperialistischen Außenpolitik traten in Partei und Fraktion gegenüber dem Antisemitismus immer stärker in den Vordergrund. Mit dieser Strategie konnte der Niedergang in der Wählergunst zeitweilig aufgehalten werden, so dass die Partei 1907 wieder acht Reichstagsabgeordnete stellen konnte. Nach dem Tod Liebermanns 1911 und der Wahlniederlage von 1912 („Judenwahlen“) radikalisierte sich der Antisemitismus der DSP wieder. Im März 1914 schlossen sich die Deutschsozialen erneut mit den „Reformern“ zusammen und bildeten die Deutschvölkische Partei. Diese wiederum ging nach der Novemberrevolution 1918 teils in der Deutschnationalen Volkspartei (DNVP), teils im Deutschvölkischen Schutz- und Trutzbund auf.

## Wählerschaft und Hochburgen
Die DSP hatte fast drei Viertel ihrer Wählerschaft in ländlichen Regionen, wo sie vor allem von Bauern, Handwerkern, kleinen Gewerbetreibenden, Angestellten und Beamten unterstützt wurde. Der Schwerpunkt der Parteitätigkeit lag auf Nord- und Westdeutschland und Teilen Hessens. In der Regel war die DSP aber nur mit Unterstützung der Konservativen und des Bundes der Landwirte in der Lage, einen Wahlkreis zu gewinnen. Parteiorgane waren das Deutsche Blatt (Hamburg) und die Deutschsozialen Blätter (Leipzig, später Hamburg). Kandidaten der DSP konnten bei Reichstagswahlen im Kaiserreich folgende Wahlkreise gewinnen:
Provinz Hessen-Nassau:
- Wahlkreis Rinteln–Hofgeismar (Adolf König 1893, Ludwig zu Reventlow 1903, Richard Herzog 1907 und 1912)
- Wahlkreis Kassel (Wilhelm Lattmann 1903 und 1907)
- Wahlkreis Fritzlar–Homberg–Ziegenhain (Max Liebermann von Sonnenberg 1890, 1893, 1903 und 1907)
- Wahlkreis Eschwege–Schmalkalden (Hans Leuss 1893 und Friedrich Raab 1907)
- Wahlkreis Marburg–Frankenberg (Karl Böhme 1907 und Johann Rupp 1912)

Provinz Pommern:
- Wahlkreis Neustettin (Paul Förster 1893)

Großherzogtum Hessen:
- Wahlkreis Gießen–Grünberg (Philipp Köhler 1907)

Großherzogtum Sachsen-Weimar-Eisenach:
- Wahlkreis Eisenach (Wilhelm Schack 1907)